# 殷叡
殷 叡（いん えい、生年不詳 - 493年）は、南朝宋から斉にかけての官僚。字は文子。本貫は陳郡長平県。

## 経歴
東晋の太常の殷融の七世の孫とされる。父の殷寧は早逝し、殷叡は遺腹の子として生まれた。元嘉30年（453年）、祖父の殷元素（殷仲堪の孫）が劉劭の乱に連座して処断されると、殷叡も殺されるところであったが、祖母の父の王僧朗が孝武帝に助命を願い出て、一命を免れた。殷叡は文意を理解し、弁舌の才があった。司徒の褚淵は殷叡をたいへん重んじて、「殷氏のうちで荊州（荊州刺史の殷仲堪）より以来、卿の右に出る者なし」と評した。殷叡は南朝斉に仕えて司徒従事中郎となった。王奐（王份の兄）の娘と謝混の娘を妻に迎えた。永明9年（491年）、王奐が雍州刺史となると、殷叡はその下で府長史となった。永明11年（493年）、王奐が処刑されると、殷叡も連座して殺害された。
子に殷鈞があった。

## 伝記資料
- 『南斉書』巻49 列伝第30
- 『南史』巻60 列伝第50